# بيلوريتاني
بيلوريتاني (بالإيطالية: Peloritani)‏ هي سلسلة من الجبال في شمال شرق صقلية في جنوب إيطاليا. تمتد السلسلة مسافة 65 كيلومتراً من كابو بيلورو حتى جبال نبرودي. يحدها من الشمال والغرب البحران التيراني و الأيوني على التوالي.

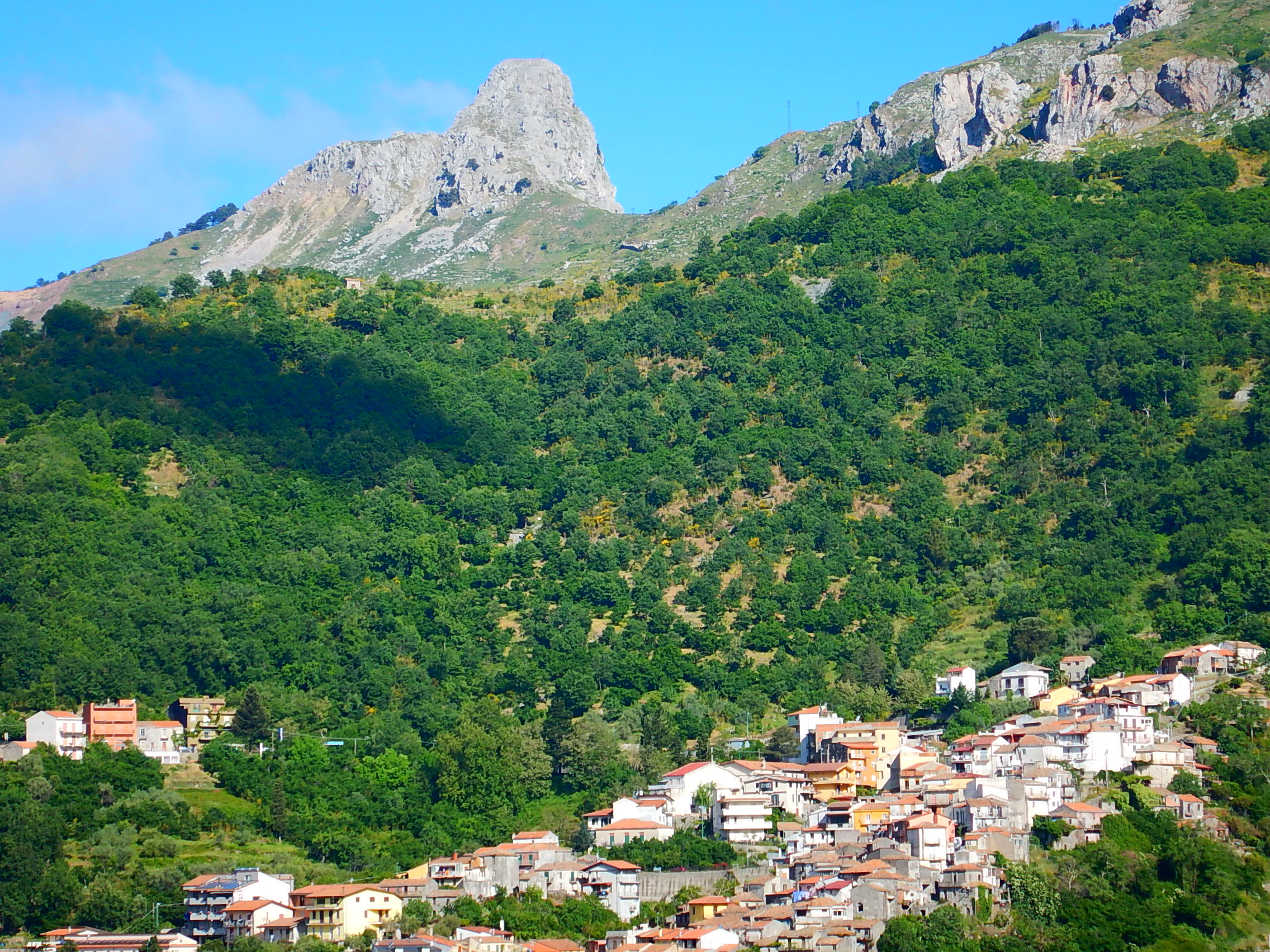
Rocca Salvatesta من فونداكيلي_فانتينا